# Михайловский, Злате
Злате Михайловский (макед. и серб. Злате Михајловски; 1926, Богдево — февраль 1944, Прилеп) — югославский македонский партизан, Народный герой Югославии.

## Биография
Родился в 1926 году в Богдево. Работал до войны в Белграде каменщиком. В 1943 году вступил в Народно-освободительную армию Югославии, нёс службу в Мавровско-Гостиварском партизанском отряде «Кораб». После его разгрома попал в итальянскую тюрьму в Тиране, где был приговорён к смертной казни, однако ввиду его несовершеннолетия смертную казнь заменили пожизненным заключением. В сентябре 1943 года Михайловский сбежал из тюрьмы после капитуляции Италии.
По возвращении из тюрьмы Злате вступил в 1-ю македонско-косовскую бригаду (служил пулемётчиком). Отличился в битве при Дебарце, за свою храбрость был награждён именным револьвером. На первом съезде Народно-освободительного молодёжного союза Македонии, состоявшемся 22 декабря 1943, был избран в Главный совет. Позднее участвовал в Февральском походе македонских частей НОАЮ, в том числе и в Богомильском марше. В Прилепском районе воевал с болгарскими солдатами.
Во время перехода македонцев в Эгейскую Македонию был назначен командиром небольшого отряда из пяти человек, который должен был пробраться в Прилеп. На подступах к городу Злате со своим отрядом вступил в бой против болгарского гарнизона. В результате перестрелки Злате погиб.
Указом Иосипа Броза Тито от 9 октября 1953 Злате Михайловскому было присвоено звание Народного героя Югославии.